# Raluy
Raluy (Rallui en catalán ribagorzano) es una localidad española perteneciente al municipio de Beranuy, en Ribagorza, provincia de Huesca, Aragón.

## Historia
Los primeros datos documentales sobre la población son del año 930 cuando aparece en la documentación del Monasterio de Santa María de Obarra, cenobio al que junto con el Condado de RIbagorza estaría fuertemente vinculado debido a su importante posición estratégica.
Debido a esta posición estratégica fue arrasado junto con otras poblaciones como Nocellas y Santa Liestra por una algara dirigida por el caudillo Abd al-Málik al-Muzáffar en el 1006, aunque el abad Galindo de Obarra y sus monjes tardaron apenas unos meses en reconstruir el pueblo y restaurar la iglesia ya que esta fue consagrada solemnemente en noviembre del 1007 por el obispo Aimerico.
Tras el descenso en población, a mediados del siglo XX la empresa ICONA compró los terrenos de la población para repoblar de pinos la zona, por lo que los pocos vecinos que aún habitaban la población la abandonaron poco después, convirtiéndose en un despoblado.

## Demografía
A mediados del siglo XIX Raluy contaba con siete casas abiertas, que fue disminuyendo hasta el total abandono tras la compra de las tierras por ICONA.
| 36 | 57 | 39 | 40 | 49 | 33 | 30 | 0 | 0 | 0 | 0 |
| (Fuente: Laglera, Cristian (2021). Despoblados de Huesca. Ribagorza-Litera Tomo 1. Huesca: Editorial Pirineo.) |    |    |    |    |    |    |   |   |   |   |

## Monumentos
- Iglesia románica del siglo XI con reformas del XII. Antiguamente estuvo dedicada a San Clemente y actualmente a Santa Águeda.[3][4]
- Ermita románica de San Vicente, en ruinas.[3][4]
- Ermita románica de San Marcial.[2]